# Флорида (департамент)
Флорида (исп. Florida) — департамент в центральной части Уругвая. Площадь — 10 417 км². Административный центр — одноимённый город, расположен в 98 км от Монтевидео.

## Климат
Климат — умеренный влажный, со среднегодовой температурой 16-19 °С и уровнем осадков около 1000 мм. Лето — жаркое и сухое, зима — довольно холодная, с обильными осадками.

## Население

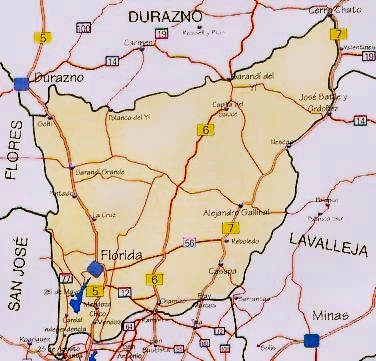
Карта департамента

Население по данным переписи 2004 года составляет 68 181 человек, из них 32 128 человек живут в столице департамента. Плотность населения — 6,55 чел./км². Рост населения: 0,071 %. Средний возраст: 33,2 года (31,8 для мужчин и 34,5 для женщин). Средняя продолжительность жизни: 76,24 лет (72,98 — у мужчин и 79,63 — у женщин). Уровень рождаемости: 14,53 на 1000 человек. Уровень смертности: 10,08 на 1000 человек.
Основные населённые пункты:
| Населённый пункт                         | Население, чел. 2011 |
| ---------------------------------------- | -------------------- |
| Флорида (Florida)                        | 33 639               |
| Саранди-Гранде (Sarandí Grande)          | 6 130                |
| Касупа (Casupá)                          | 2 402                |
| Фрай-Маркос (Fray Marcos)                | 2 398                |
| 25 мая (Veinticinco de Mayo)             | 1 852                |
| 25 августа (Veinticinco de Agosto)       | 1 849                |
| Алехандро-Галлиналь (Alejandro Gallinal) | 1 357                |
| Кардаль (Cardal)                         | 1 202                |
| Нико-Перес (Nico Pérez)                  | 1 030                |

| Населённый пункт   | Население, чел. 2011 |
| ------------------ | -------------------- |
| Капилья-дель-Саусе | 835                  |
| Мендоса-Чико       | 810                  |
| Ла-Крус            | 747                  |
| Мендоса            | 730                  |
| Чамисо             | 540                  |
| Серро-Чато         | 409                  |
| Индепенденсия      | 396                  |
| Реболедо           | 342                  |
| Гоньи              | 246                  |
| Сан-Габриель       | 172                  |
| Пинтадо            | 170                  |
| Беррондо           | 166                  |

## Административное деление
Департамент Флорида делится на 2 муниципалитета:
- Саранди-Гранде (Sarandí Grande)
- Касупа (Casupá)